# Manoir de la Cour (Flottemanville)
Pour les articles homonymes, voir Manoir de la Cour.
Le manoir de la Cour est une ancienne demeure fortifiée, du XVe remaniée au XVIIIe siècle, qui se dresse sur le territoire de la commune française de Flottemanville, dans le département de la Manche, en région Normandie. L'édifice est partiellement inscrit au titre des monuments historiques.

## Localisation
Le manoir de la Cour est situé à 400 mètres au sud-est de l'église Saint-Clément de Flottemanville, dans le département français de la Manche.

## Historique
Le site est occupé dès le XIIIe siècle. À cette époque, le fief est la possession de la famille Erquembourg. Un acte de vente de 1406 parle de la vente du manoir, avec cent vergées de terre dont la « Lande Arquenbos », jardins domaines et colombier, par Jehan Arquembot à Jehan de Hainneville, prêtre.
Au XVe siècle, un Pierre de La Roque, époux de Florence du Saussay, est qualifié de seigneur de Flottemanville. Leur fils Pierre II de La Roque, époux de Jacquemine de Thieuville, est bailli de Cotentin de 1427 à 1431. Leurs fils Pierre III de La Roque épouse Anne de Pellevey. Leurs fils, Pierre IV de La Roque, seigneur de Flottemanville, Saussay, Baudreville, Thury, La Haulle et du Breuil, épouse Jeanne de La Haye. Il meurt en février 1548, et son héritage est partagé entre ses deux filles, Isabeau de La Roque mariée à Louis de Pellevé (Pellevey) et Françoise de La Roque, épouse depuis 1541, de François de Pierrepont, sieur du Ronceray (Les Moitiers-en-Bauptois), qui hérite, en 1549, de Flottemanville. C'est Robert de Pierrepont, leurs troisième fils qui reçut ensuite le manoir de la Cour, et à la suite son frère, Guillaume de Pierrepont qui en hérite, et où il meurt en 1622. Se succède son fils, Hervieu de Pierrepond (mort en 1662), la sœur de ce dernier, Élisabeth (Isabeau) de Pierrepont, qui décède à son tour en 1664. Elle avait épousé en 1632, François du Moncel. Leur fils Jean-Trajan-Théodose du Moncel est à son tour seigneur de Flottemanville, puis son propre fils Louis-Hector du Moncel. Le château passe ensuite à la famille Dancel, à la suite du mariage, en 1763, de Madeleine-Louise-Pulchérie du Moncel avec Georges-Antoine Dancel. Georges-Antoine Dancel de Quinéville, en possession du château habite de 1780 à 1792 à Paris où il est retenu à la suite d'un procès interminable. C'est son homme d'affaires, Burnouf, qui habite au château. À la Révolution, déclaré père d'immigré, il est décrété d’arrestation et son château de Flottemanville est séquestré et transformé en caserne.
Le manoir fut la possession de Bernard-Henri-Louis Hüe de Caligny (1763-1834), fils d'Anthenor Louis Hüe de Caligny et de Bonne Julie Morel de Courcy. Anatole François Hüe (1811-1892), fils de Bernard-Henri-Louis, sera à son tour marquis de Caligny est propriétaire du château de Flottemanville.
Le manoir est de nos jours la possession de M. et Mme Bertrand Lucas, fils de Michel Lucas.

## Description
Le manoir est commencé vers 1490. Il est agrandi au XVIIe siècle et de nouveaux aménagements ont lieu au XVIIIe siècle.
L'édifice a conservé deux tours octogonales et constitue un « bel exemple d'architecture civile du nord de la Manche » et arbore des styles allant du gothique flamboyant aux ouvertures à linteau en arc surbaissé du XVIIIe siècle.
Les bâtiments en équerre sont occupés dans l'angle intérieur par une tour octogonale aux arêtes festonnées dont la porte est surmontée d'une triple accolade dont la plus élevée arbore un fleuron en forme de croix, un cadran d'horloge. À proximité, un escalier à double révolution permet d'accéder à un rez-de-chaussée surélevé. Le perron est surmonté par une loggia à colonnes. Le logis principal est flanqué d'une seconde tour octogonale arborant une porte gothique. À l'arrière du bâtiment, sur le parc, une troisième tour, ronde cette fois, sur laquelle s'appuie une échauguette témoigne de l'utilité défensive du château. L'existence de la chapelle est attestée en 1497, date à laquelle est fondée une procession du Saint-Sacrement, qui annuellement devra se rendre de l'église paroissiale à la chapelle.
Sur le mur extérieur de l'aile droite, sont insérées des armoiries. L'écu, écartelé avec un écusson brochant en cœur sur le tout, figure les armes des familles :
- au premier quartier : 3 pièces :
  - maison de Valois (d'azur semé de fleurs de lis d'or, bordé de gueules) ;
  - maison d'Artois (d'azur semé de fleurs de lis d'or au lambel en chef de gueules, chargé de trois triples tours d'or) ;
  - famille de Courtenay — empereurs latins de Constantinople — (de gueules à la croix d'or accompagnée de quatre besans du même chargés d'une croix pattée et alézée de sables et accompagnés eux-mêmes de quatre autres petites croix d'or).
- au deuxième quartier : 4 pièces :
  - dynastie de Castille (de gueules à la tour surmontée de trois tourillons d'or ouverte et ajourée de gueules) ;
  - famille Dampmartin (burelé d'azur et d'argent bordé de gueules) ;
  - famille d'Harcourt (de gueules à deux fasces d'or) ;
  - famille Ponthieu (d'or à trois bandes d'azur, bordé de gueules).
- au troisième quartier : 4 pièces :
  - famille Vieux-Pont (d'argent à dix annelets de gueules, le dernier en pointe) ;
  - famille de La Haye (d'or au sautoir d'azur) ;
  - famille Husson (d'azur à six annelets d'argent ordonnés 3,2,1) ;
  - famille Chalon (de gueules à la bande d'or).
- au quatrième quartier : 5 pièces :
  - famille de La Rocque (ou Roque) (d'hermine à la fasce d'azur et au chef d'or chargé e trois rocs d'échiquier de sable) ;
  - famille de Pierrepont (d'azur à trois pals d'or et au chef de gueules) ;
  - famille d'Orglandes (d'hermine à six losanges de gueules, 2,2 et 1) ;
  - famille Aux-Épaules (de gueules à la fleur de lis d'or) ;
  - famille de Dreux (échiqueté d'or et d'azur à trois sur six traits bordé de gueules).
- écusson brochant sur le tout 2 pièces : 
  - famille du Moncel (de gueules à trois losanges d'argent) et (une montagne à trois coupeaux de sinople et une couronne d'or au pied de la croix).

### La chapelle
La chapelle, sous le vocable de Saint-Jean, avec son abside polygonale épaulée par cinq contreforts est percée d'une fenêtre de style gothique flamboyant. Sa boiserie semble appartenir au XVIe siècle. Elle abrite une sculpture de la Vierge tenant sur ses bras son fils étendu sans mouvement.

## Possesseurs successifs
Liste non exhaustive.
- Famille Ailgembourse ou Erquembourg (XIIIe siècle)
- Famille La Roque (1382-1548)
  - Pierre de La Roque (XVe siècle)
  - Pierre II de La Roque, fils du précédent
  - Pierre III de La Roque, fils du précédent
  - Pierre IV de La Roque († 1548), fils du précédent
  - Françoise de La Roque (1549)
- Famille de Pierrepont (1549-1662)
  - François de Pierrepont (1557), époux de la précédente
  - Robert de Pierrepont, fils des précédents
  - Guillaume de Pierrepont-Étienville († 1622), frère du précédent
  - Hervieu de Pierrepont († 1662), fils du précédent
  - Élisabeth (Isabeau) de Pierrepont (1662-1664)
- Famille du Moncel (1662-1770), par mariage
  - Jean Trajan Théodose du Moncel († 1710)
  - Louis-Hector du Moncel, fils du précédent
  - Madeleine-Louise-Pulchérie du Moncel (1763)
- Famille Dancel (1770-1815), par mariage
  - Georges-Antoine Dancel, époux de la précédente
- Famille Hue de Caligny (1815-1920), par donation
  - Bernard-Henri-Louis Hüe de Caligny
  - Anatole François Hüe († 1892), fils du précédent
- Famille Lucas
  - M. Maurice Lucas, (1920), par achat
  - M. Bertrand Lucas, fils du précédent

## Protection
Les façades et les toitures du logis ainsi que le grand salon et la chapelle ; les façades et les toitures des communs ; l'assiette de l'ancien jardin avec le réseau hydraulique et les deux allées d'accès sont inscrits au titre des monuments historiques par arrêté du 22 décembre 2008.